# Ален Бадиу
Ален Бадиу (на френски: Alain Badiou) е френски философ, писател и драматург.
Силно повлиян от Луи Алтюсер в първите си епистемологични изследвания, той търси помощта на математиката, единствено способна според него да разгърне онтологията. В по-късните си произведения признава аналогия с философстването на Платон.
От 1968 – 1969 г. е преподавател в университета Венсан, по-късно чете лекции в различни институции като през 1990-те години става професор във Висшето нормално училище и остава като емеритус там.

## Възгледи
Политическите възгледи на Ален Бадиу са крайно леви, което той никога не е крил. Както всички френски интелектуалци той активно участва в обществения и политическия живот, като редовно публикува статии и книги и участва в дебати.
Той е директор на програмата Международен колеж по философия. Сред другите му отговорности Бадиу оглавява дискусиите на „Конференциите на Папагала“ и е член на Академията по философия на Бразилия.
Като писател драматург Бадиу работи съвместно с режисьори като Антоан Витез.
Във философските си произведения, най-важните от които са „Битие и събитие“ (1988) и „Логика на световете. Битие и Събитие 2“ (2006). Ален Бадиу поддържа тезата, че онтологията (теория на битието) е идентична с математиката и по-специално с теорията на множествата; и че феноменологията (изследване на даденостите) е тъждествена с логиката, която той свързва с теорията на топосите. Едно от основните заключения на тези разработки е, че от гледна точка на битието, нищо не принадлежи на себе си (следствие от аксиомата за основанието) и че събитието е възможно само ако съществува именно такава авто-принадлежност или събитието няма битие. Трябва да се отбележи мимоходом и понятието „демократичен материализъм“ в разработките на философа (съществуват само тела и дискурси), противопоставено на „диалектически материализъм“ (съществуват само тела и дискурси, или ако не, съществуват истини), неговото разбиране за битието като многолико и не единно, неговата лаканианска теория за субекта, използването на понятието „форсинг“ на Пол Коен в първоначалното разбиране на истината и четирите основни понятия във философската му теория: любов, изкуство, политика и наука.
Философът изгражда традиционна система на метафизиката като синтез на предшественици и новаторска с включването на модерни математически теории като тази на Гьодел и „форсинга“ на Коен, вътрешната логика на топосите др. Той е един от философите, които възраждат метафизиката в света на аналитичната философия.
Ранните политически възгледи на Бадиу се окачествяват като маоизъм и той продължава да поддържа онова, което нарича „комунистическа идея“. Той е и автор на нашумялата през 2007 г. книга На какво името е Саркози? (De quoi Sarkozy est-il le nom?). В 2020 г. публикува Тръмп, в която разглежда появата на този американски президент като симптом.

### L’Être et l’Événement
- - (1) L'Être et l'Événement, Paris, éd. Seuil (collection „L'ordre philosophique“), 1988
  - (2) Logiques des mondes. L'Être et l'Événement, 2, Paris, éd. Seuil (collection „L'ordre philosophique“), 2006
  - (3) L'Immanence des vérités. L'Être et l'événement, 3, Paris: Fayard, 2018, ISBN 978-2-213-71011-2

- Le Concept de modèle. Introduction à une épistémologie matérialiste des mathématiques, Paris: Maspero, 1969, (2 ed. Fayard, 2007).
- Théorie du sujet, Paris: Seuil, 1982.
- Manifeste pour la philosophie, Paris: Seuil, 1989.
- Le Nombre et les Nombres, Paris: Seuil, 1990.
- L’Éthique, essai sur la conscience du mal, Paris: Hatier, 1993; (2 éd. Caen:Nous, 2003)
Етика – опит върху съзнанието за зло, София: Литавра, 2004. ISBN 954-8537-96-6.
- Deleuze, Paris:Hachette, 1997.
- Saint Paul. La fondation de l’universalisme, Paris: PUF, 1997.
- Abrégé de métapolitique, Paris: Seuil, 1998.
- Court traité d’ontologie transitoire, Paris: Seuil, 1998.
- Petit manuel d’inesthétique, Paris:, 1998.
- Logiques des mondes. L’Être et l’Événement, 2, Paris: Seuil, 2006.
- Second manifeste pour la philosophie, Paris: Fayard, 2009.
- L'Antiphilosophie de Wittgenstein[1], Paris: Nous, 2009
- Éloge de l'Amour, Paris: Flammarion, 2009
- Heidegger. Le nazisme, les femmes, la philosophie, съавт. Barbara Cassin, Paris: Fayard, 2010.
- Il n’y a pas de rapport sexuel. Deux leçons sur „L’étourdit“, de Lacan, съавт. Барбара Касен, Paris: Fayard, 2010.
- La philosophie et l'événement, разговори с Fabien Tarby, Paris: Germina, 2010
- Cinq Leçons sur le Cas Wagner, Nous, 2010
- Le fini et l'infini, Bayard, 2010
- La relation énigmatique entre politique et philosophie, éd. Germina, 2011
- La République de Platon, Fayard, 2012
- À la recherche du réel perdu, Fayard, 2015
- Métaphysique du bonheur réel, PUF, 2015
- Trump, PUF, 2020 (102 p.)
- Remarques sur la désorientation du monde, Paris: Gallimard, 2022 (ISBN 978-2072974168)
- Politiques du réel, (avec A. Lasowski),  Paris: Le Pommier, 2024. (64p.)

## За него
- Златомир Златанов, „Ален Бадиу или упорството на нелогичните светове“. София: Захарий Стоянов, 2009.
- Sam Gillespie, 2008, The Mathematics of Novelty: Badiou’s Minimalist Metaphysics, re-press books, ISBN 978-0-9803052-4-1, (Open access Архив на оригинала от 2016-10-17 в Wayback Machine.)